# Burggarten
Burggarten är en park i Österrike.   Den ligger i huvudstaden Wien. Burggarten ligger 181 meter över havet.
Terrängen runt Burggarten är platt åt sydost, men åt nordväst är den kuperad. Runt Burggarten är det mycket tätbefolkat, med 3 022 invånare per kvadratkilometer.. Närmaste större samhälle är Wien, 0,66 km nordost om Burggarten. 
Runt Burggarten är det i huvudsak tätbebyggt.